# Битва под Копычинцами
Битва под Копычинцами — битва состоялась 12 мая 1651 года между польской армией под командованием польного гетмана коронного Мартина Калиновского и объединенными силами казацко-татарских войск под предводительством Демко Лисовца в ходе националь-освободительного восстания под руководством Богдана Хмельницкого на Украине.

## История
В январе 1651 года казацкие отряды вторглись в Брацлавское воеводство Речи Посполитой. Против них поспешила коронная армия, во главе которой стоял польный гетман коронный Мартин Калиновский. В феврале поляки разгромили противника в сражении под Краском и благодаря этому успеху заняли несколько украинских населенных пунктов, контролируемых до сих пор повстанцами. В начале марта Мартин Калиновский осадил Винницу, которую защищал полковник Иван Богун. Богдан Хмельницкий, однако, прислал крупные силы на помощь осажденным, и коронная армия была вынуждена отступить. В армии упала дисциплина. Начался и голод, так как при отступлении были оставлены обозы. Мартин Калиновский получил приказ от польского короля Яна Казимира присоединиться к основным польским силам, дислоцированным под Сокалем. Однако казацко-татарская армия во главе с полковником Демко Лисовцем догнала поляков и атаковала их на переправе под Копычинцами 12 мая 1651 года.
Мартин Калиновский разделил свои силы на три части, две из них разместив в засаде. Битва велась с переменным успехом, но благодаря отличному настрою войск Александра Конецпольского и Марека Собеского закончилась полной победой коронной армии.
Погибли несколько тысяч казаков и татар, среди них бей перекопский и полковник каневский Кучак. Потери войск Калиновского тоже были серьезными. 22 мая 1651 года войска гетмана соединились с войсками Яна Казимира в Сокале. В общей сложности польские потери за всю эту кампанию составили 6 тысяч человек (половину численности войск). Затем части Мартина Калиновского приняли участие в победоносном сражении с казацко-татарской армией под Берестечком. Битва под Копычинцами была, кроме Берестецкой битвы, единственной во время Хмельницкого восстания победой коронной армии над объединенными казацко-татарскими силами.